# 음력 11월 26일
음력 11월 26일은 음력 11월의 26번째 날이다.

## 사건
- 2011년
  - 대구 중학생 자살 사건이 발생하다.
  - 대한민국 최초의 메이저리거 박찬호 선수가 국내 프로야구 한화 이글스 구단에 입단하였다.

## 탄생
- 1987년 - 대한민국의 가수 Jun. K (2PM).
- 1991년
  - 대한민국의 가수 김나영.
  - 대한민국의 배우 김성철.

## 사망
- 1392년 - 배극렴.

## 같이 보기
- 음력 360일: 1월 2월 3월 4월 5월 6월 7월 8월 9월 10월 11월 12월
- 전날: 11월 25일 다음날: 11월 27일 - 전달: 10월 26일 다음달: 12월 26일
- 양력: 11월 26일
- 음력, 윤달